# 高岚
高岚，原是中国湖北省宜昌市所辖兴山县下的一个镇，后并入水月寺镇。

## 历史
暂无可考历史。

## 地理
高岚距宜昌市100公里，神农架90公里，距三峡大坝90公里。

高岚有下羊河,汇入香溪,为长江的一小支流。